# Paderborn
Paderborn város Németországban, Észak-Rajna-Vesztfália tartományban, Paderborn járásban.

## Fekvése
Több útvonal kereszteződésében, Münstertől délkeletre, Göttingentől északnyugatra fekvő város.

## Történelme

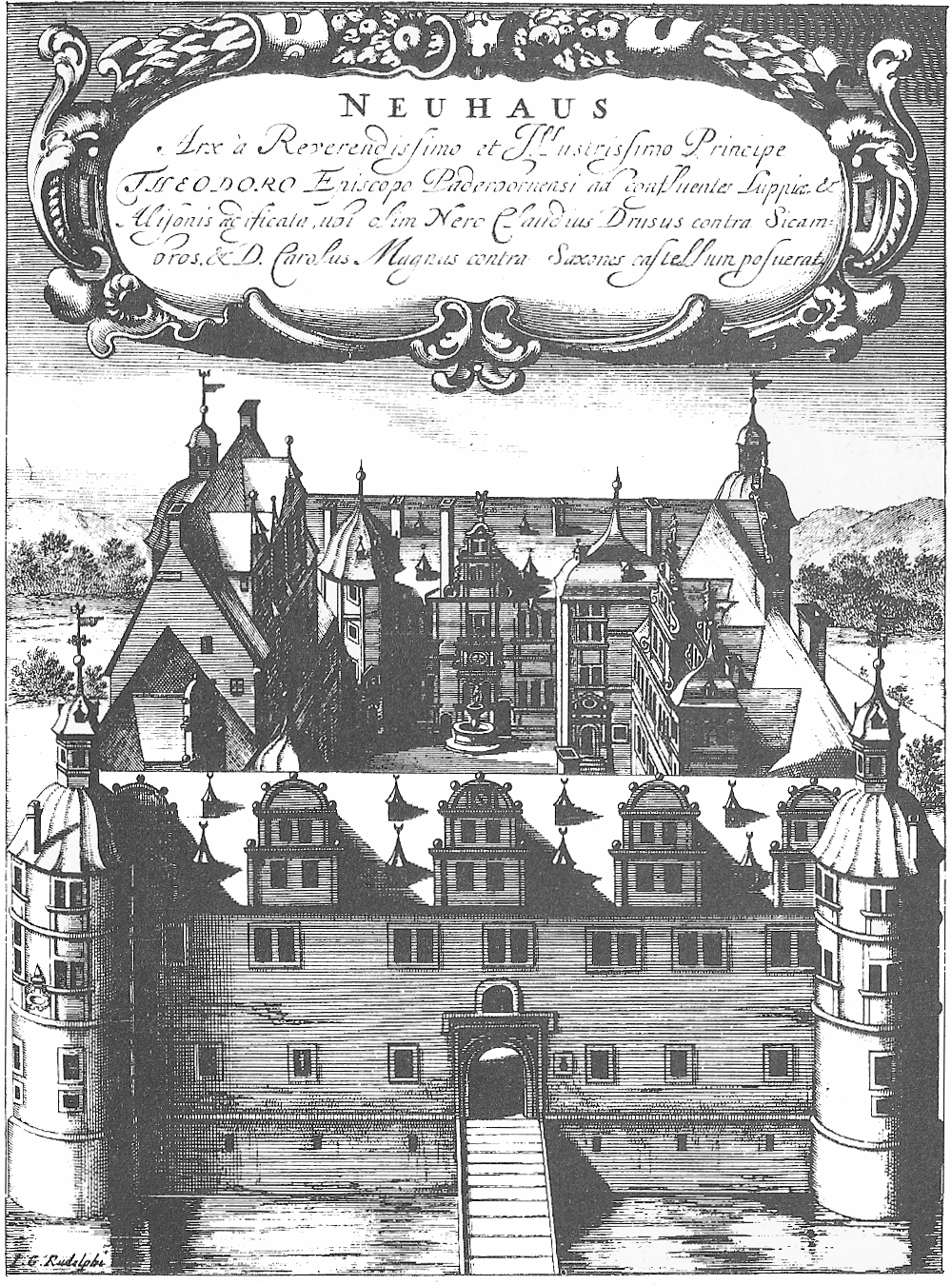

Paderborn Kelet-Vesztfália legrégibb városa, mely már a 8. században jelentős közlekedési csomópont volt.
777-ben Nagy Károly vezetésével a Reichstag (német parlament) itt tartotta első ülését. 779-ben Nagy Károly és III. Leó pápa itt pecsételte meg a frank birodalom és az egyház szövetségét. 799-ben püspökséget alapítottak a városban, mely 20. századtól már érseki székhely lett.
1000-ben a várost egy tűzvész elpusztította. A 13. és 16. század között a Hanza-szövetség tagja volt.
A Harmincéves háborúban 16-szor ostromolták meg a várost. 1622-ben pedig megszállták és elrabolták a város legértékesebb egyházi kincseit. Újjáépítésekor pompás barokk stílusban épült házakat emeltek.
A város Kelet-Vesztfália szellemi és kulturális központja, és mindmáig a főként mezőgazdasági jellegű környék gazdasági és bevásárló központja is. Gyors fejlődése és iparosodása csak a második világháború után kezdődött meg.
A város valamennyi értékes műemléke az egykori városerődítésen belül található. A régi erődítés vonalát azonban mára leginkább csak az utcanevek alapján lehet követni.
A Domplatzon álló dóm (Dom St. Maria, St. Liborius und St. Kilian) hatalmas tornya a város szimbóluma lett. A mai dóm legrégibb része a 13. században épült. Déli főbejáratát (Paradiesportal) püspökök és szentek 1250 körül készült szobrai keretezik.

## Földrajza
A város a Pader-forrásoknál (Paderquellen) települt, a Münsteri-síkság (Münstersche Tieflandsbucht) délkeleti részében, a Teutonbergi-erdő (Teutonburger Wald) és az Egge-hegység (Eggegebirge) között, több útvonal kereszteződésében fekszik, festői környezetben. Valamikor a Hellweg (antik hadi-és kereskedelmi főútvonal (ma B1-es út) utolsó állomása volt Flandria és Szászország között.

## Látnivalók
- Dóm
- Bartholomäus-kápolna
- Városháza

## Testvértelepülések
- Le Mans
- Bolton
- Belleville
- Pamplona
- Przemyśl
- Debrecen
- Csingtao
- Mantova megye
- Naharija

## Itt született személyek
- Category:Births in Paderborn

- Sophie Schröder (1781–1868), énekesnő és színésznő
- Lukas Kruse (* 1983), labdarúgó
- Mahir Sağlık (* 1983), német születésű török labdarúgó

## Galéria

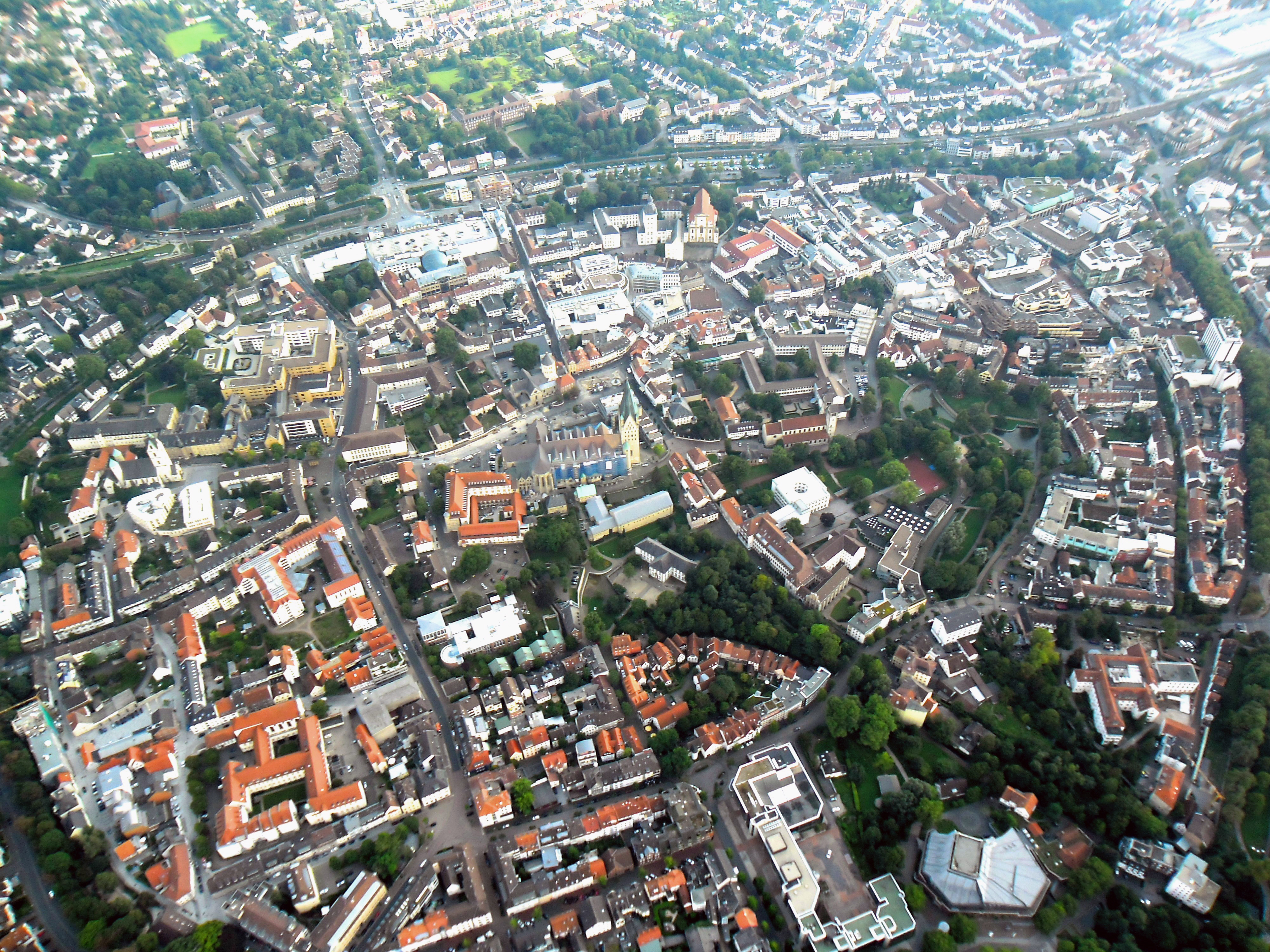
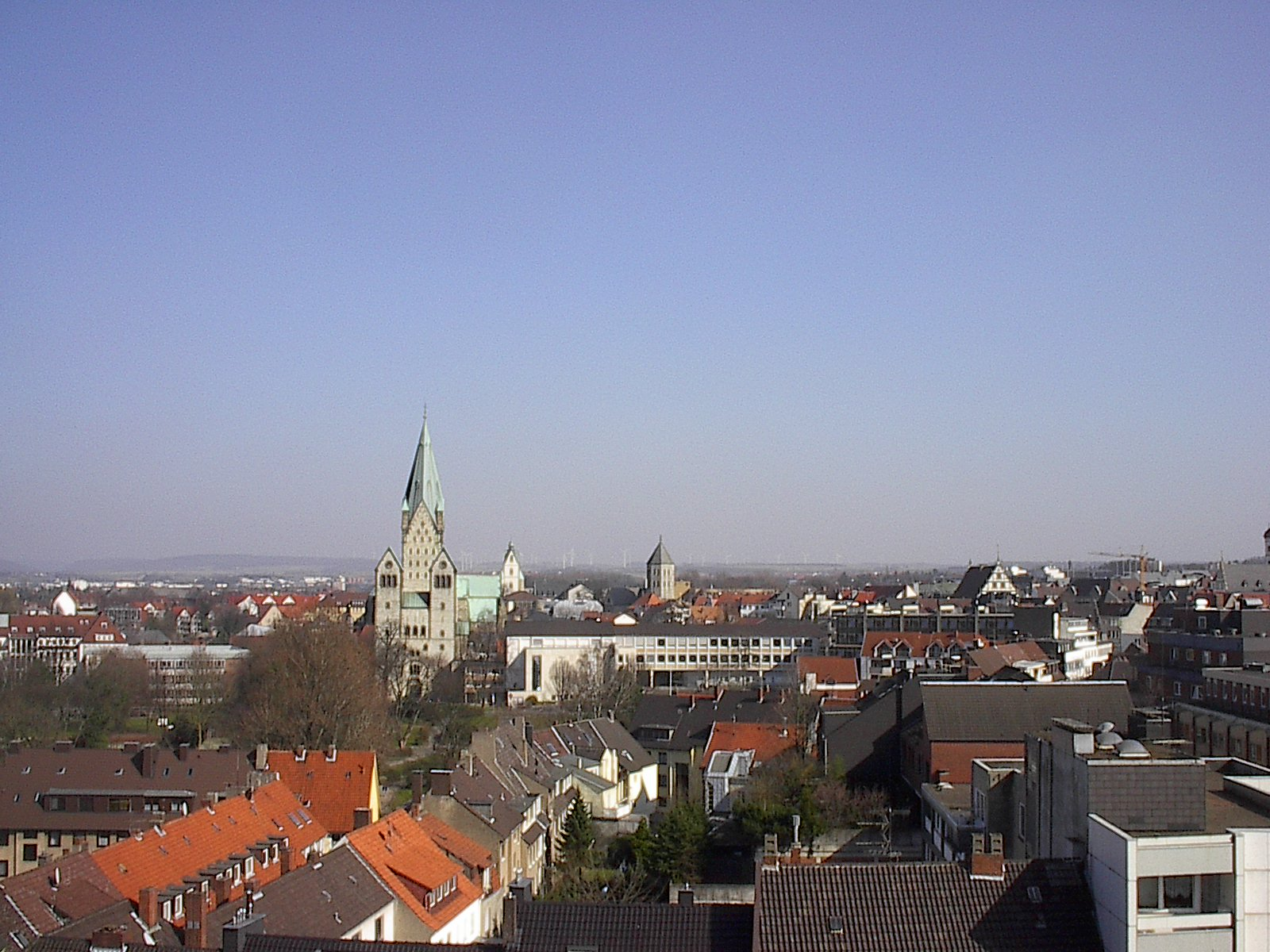
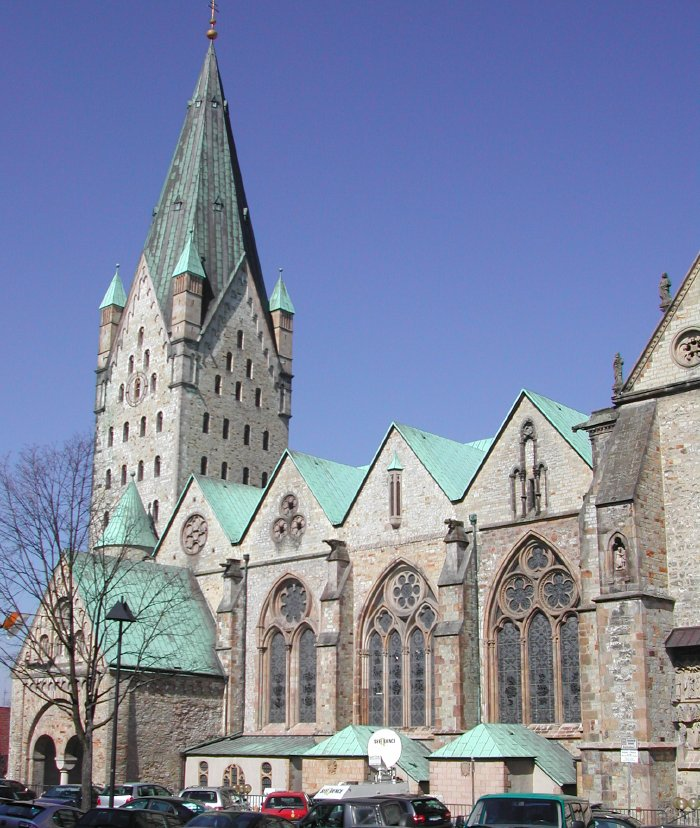
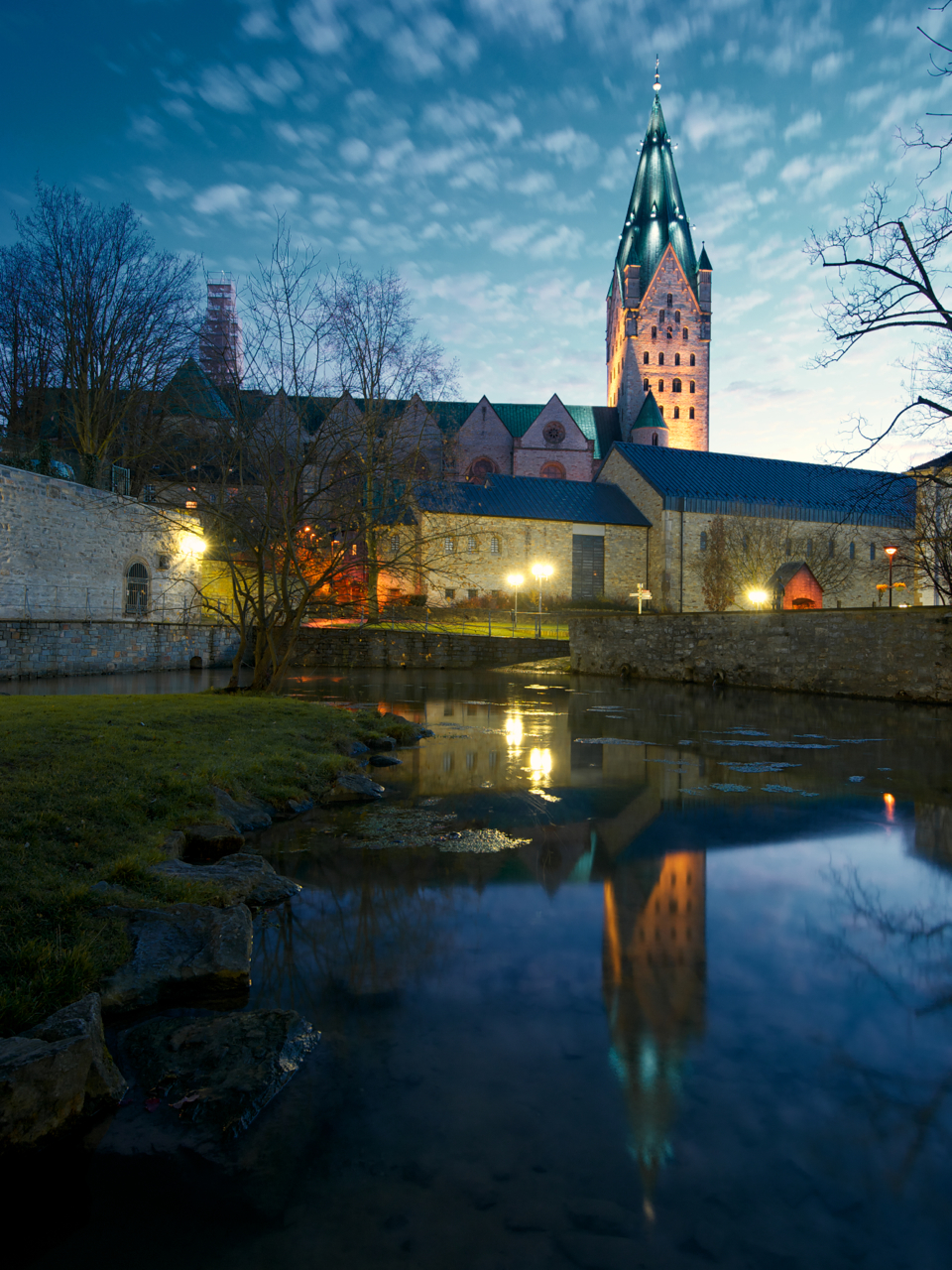
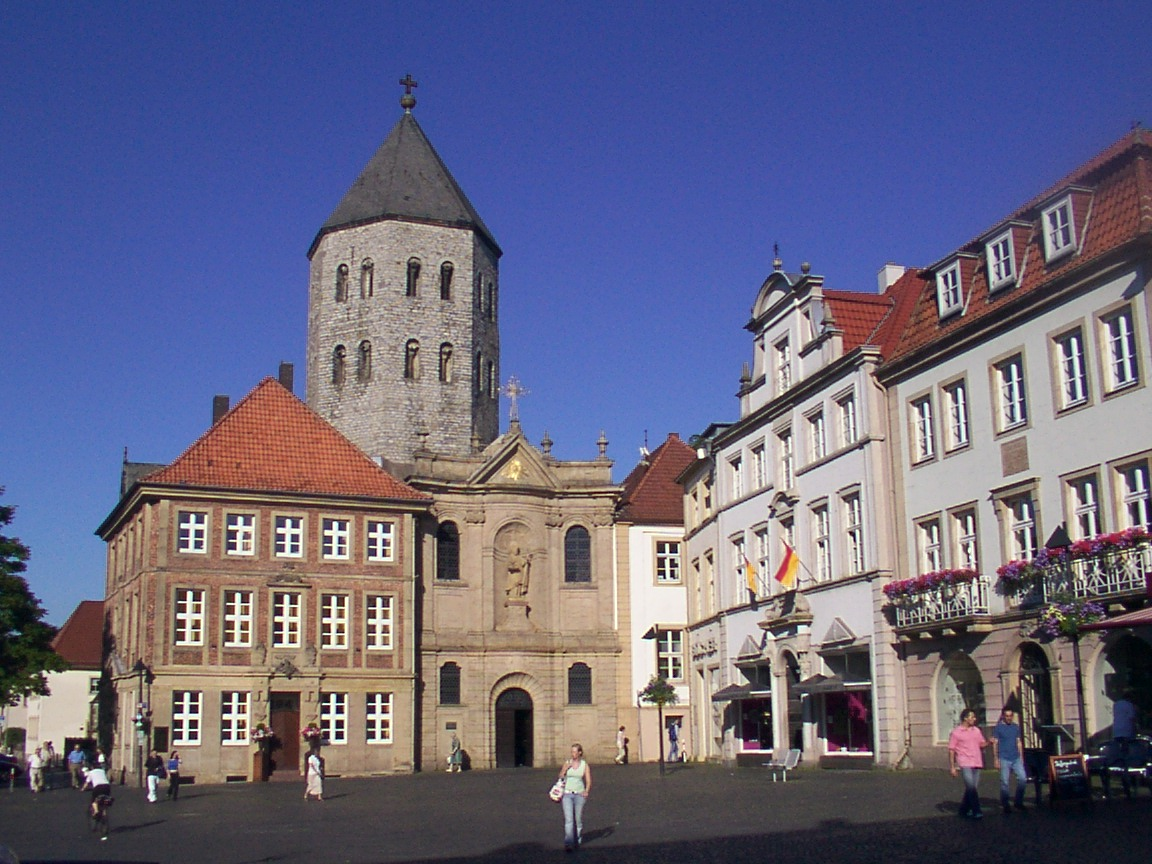
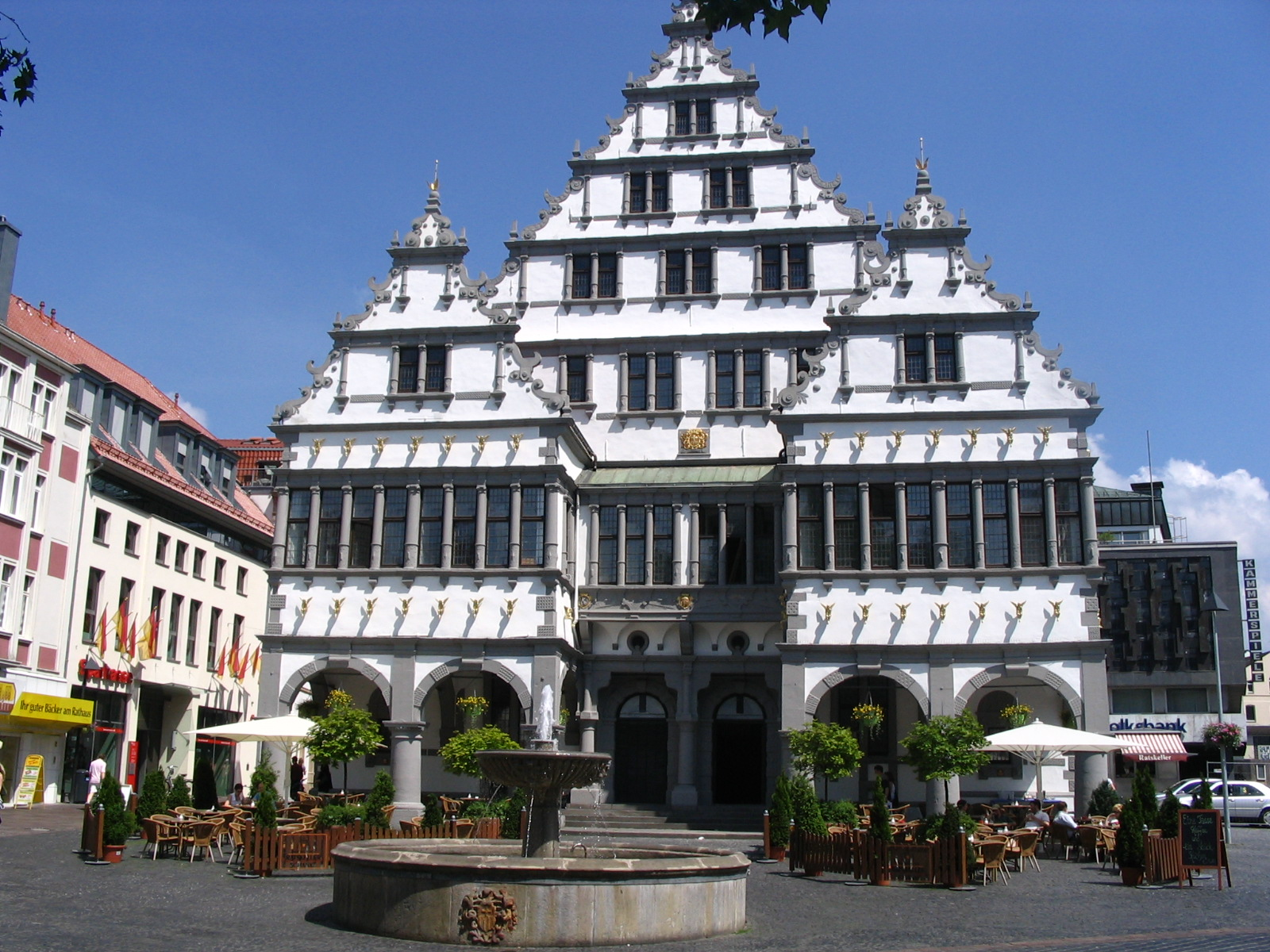
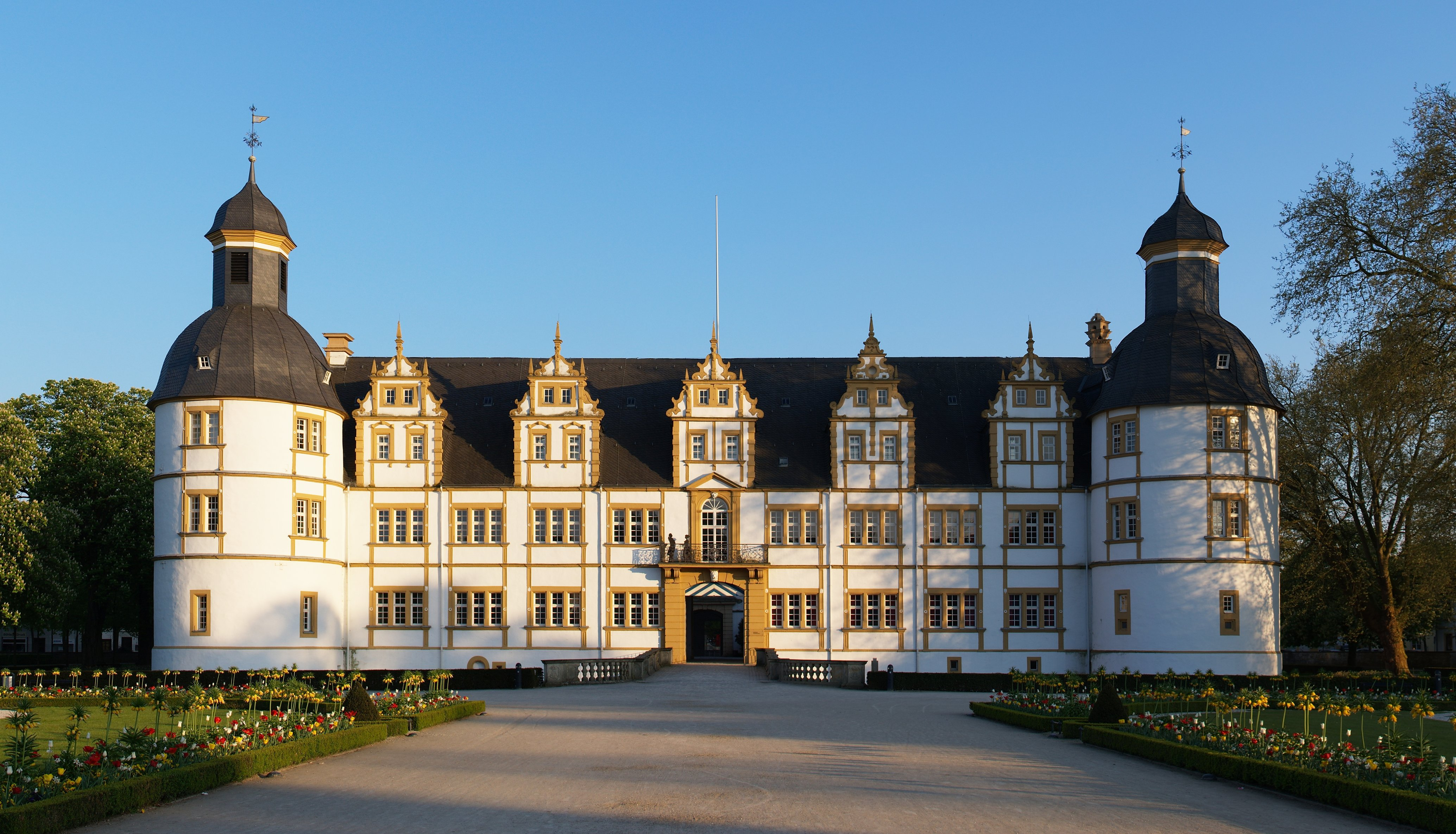
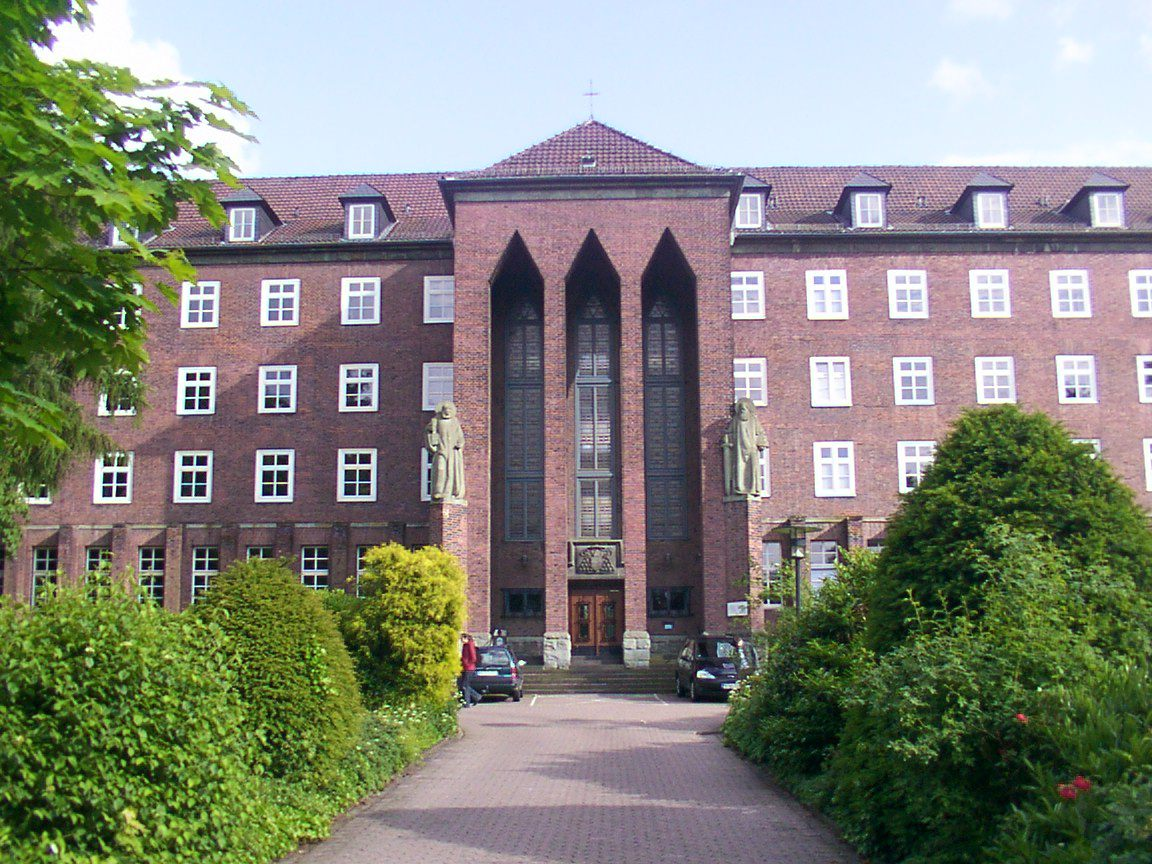
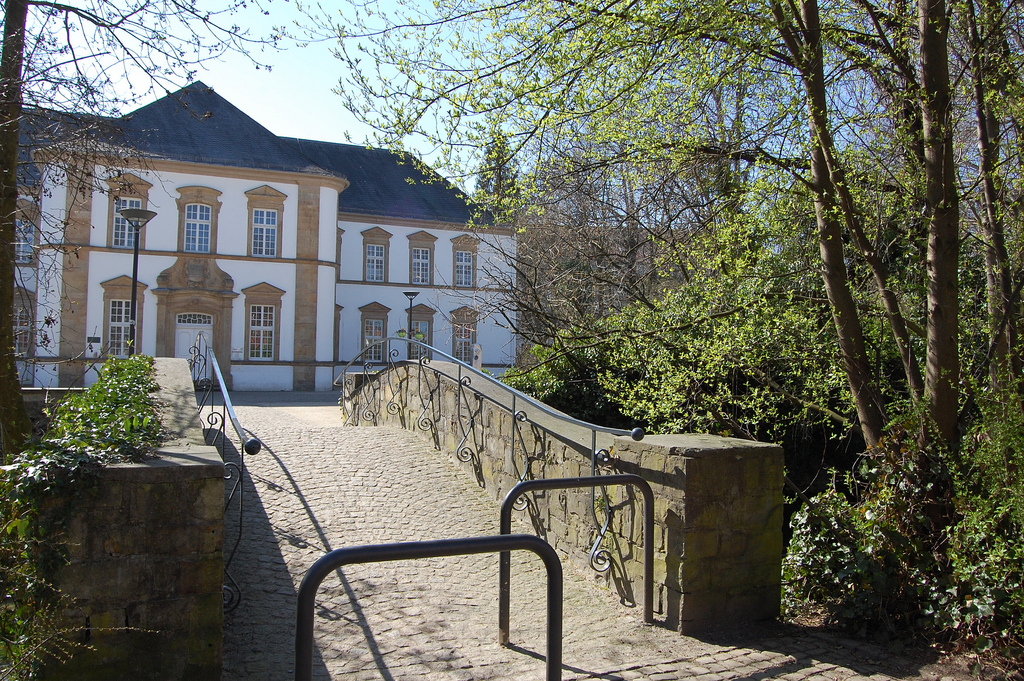
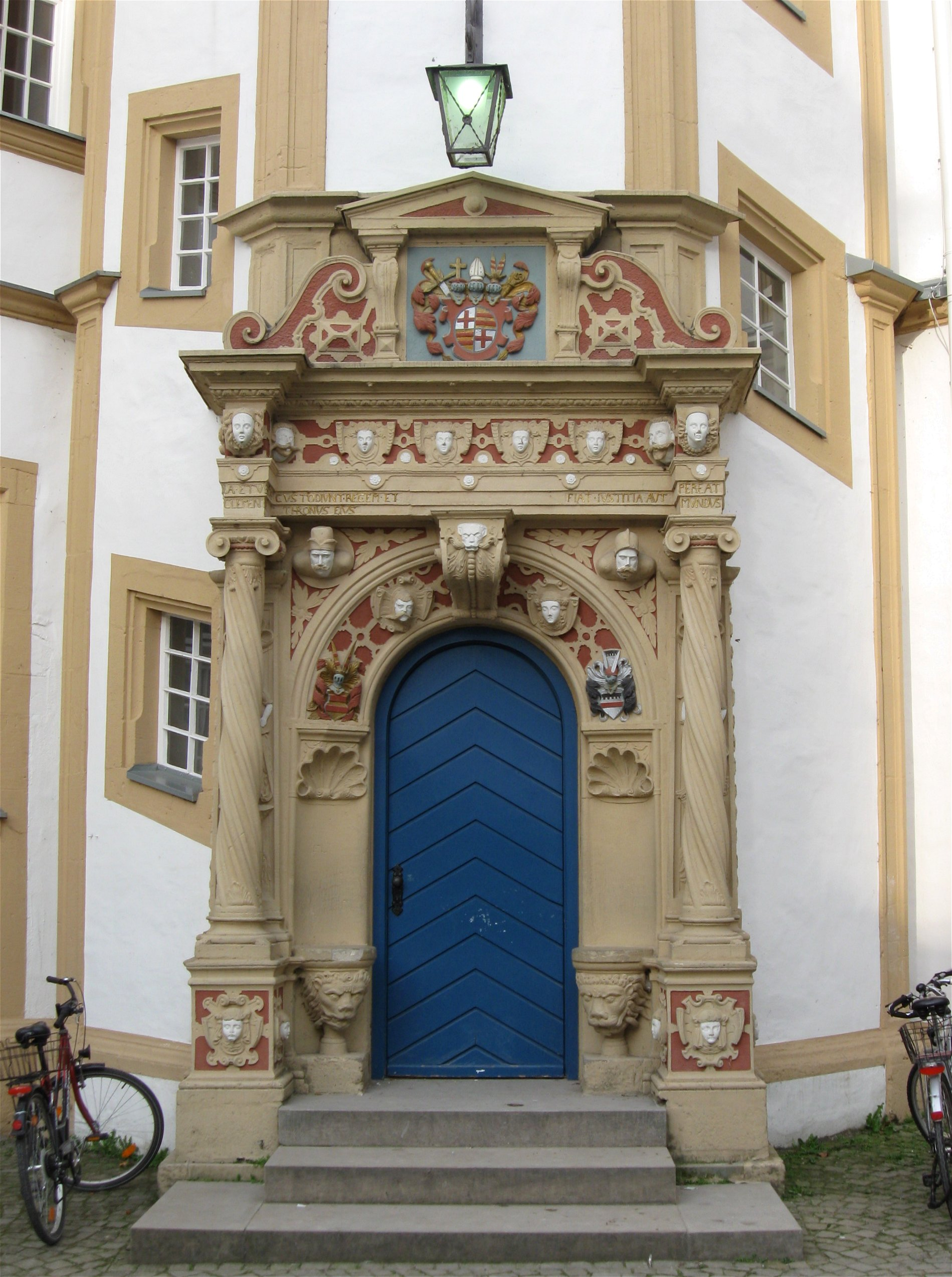
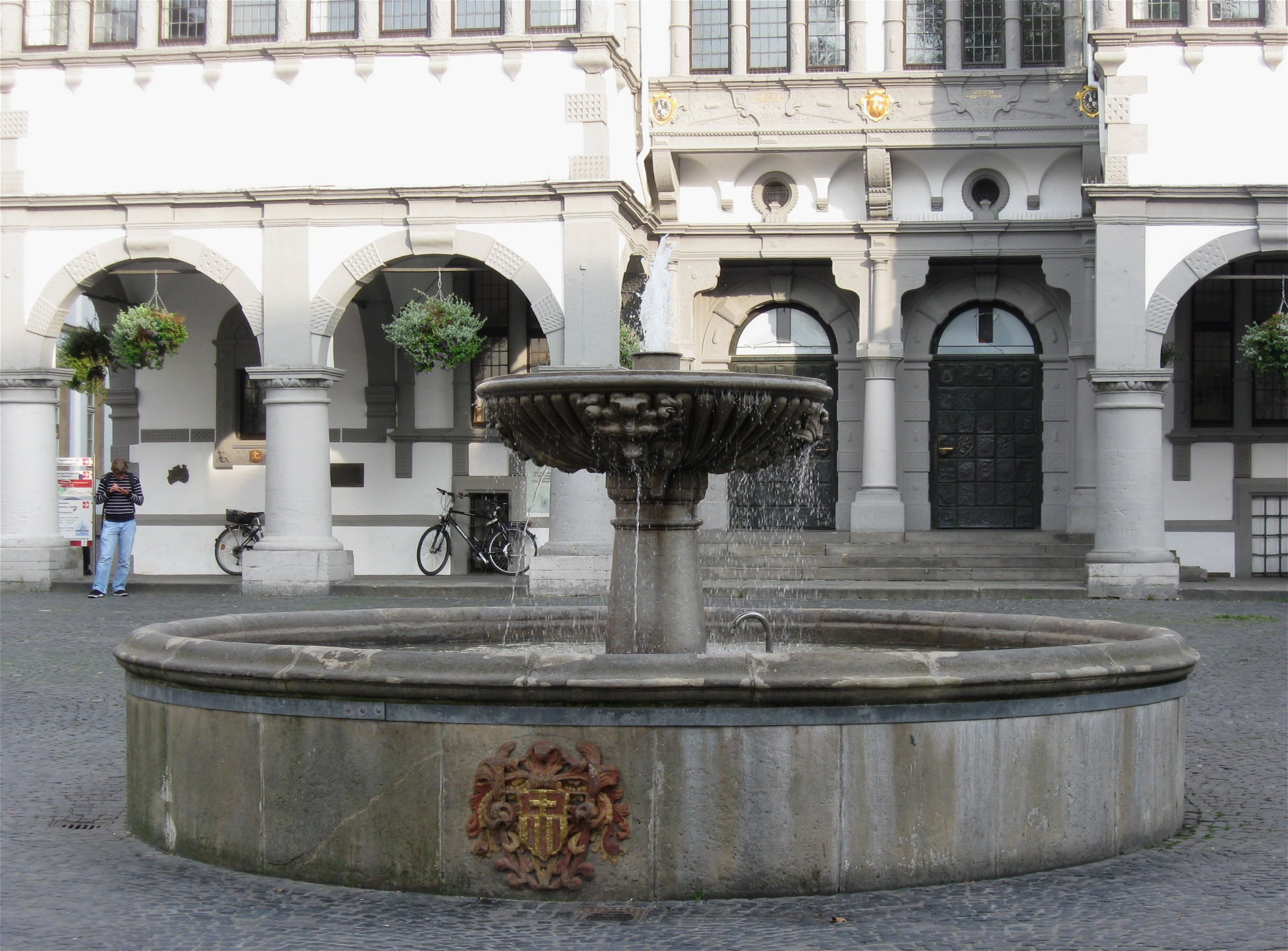
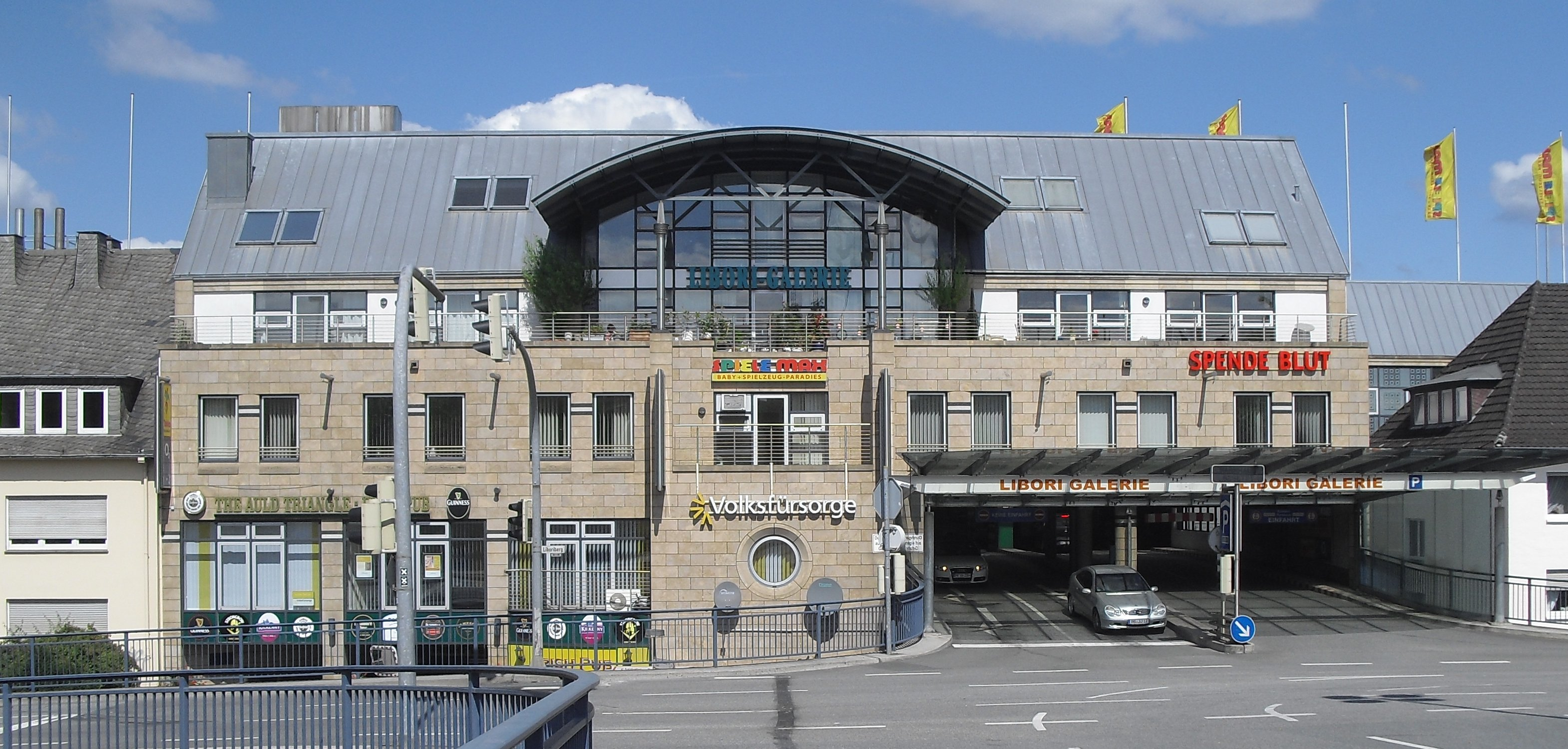
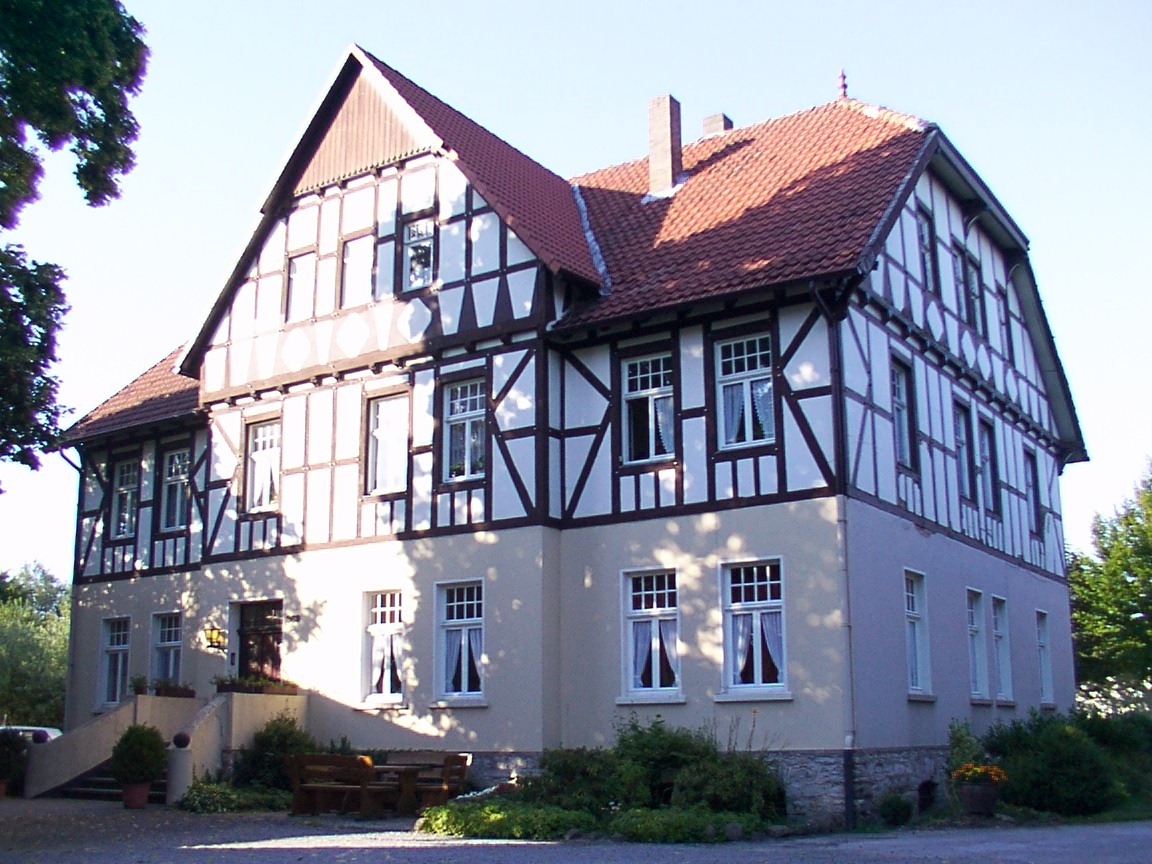
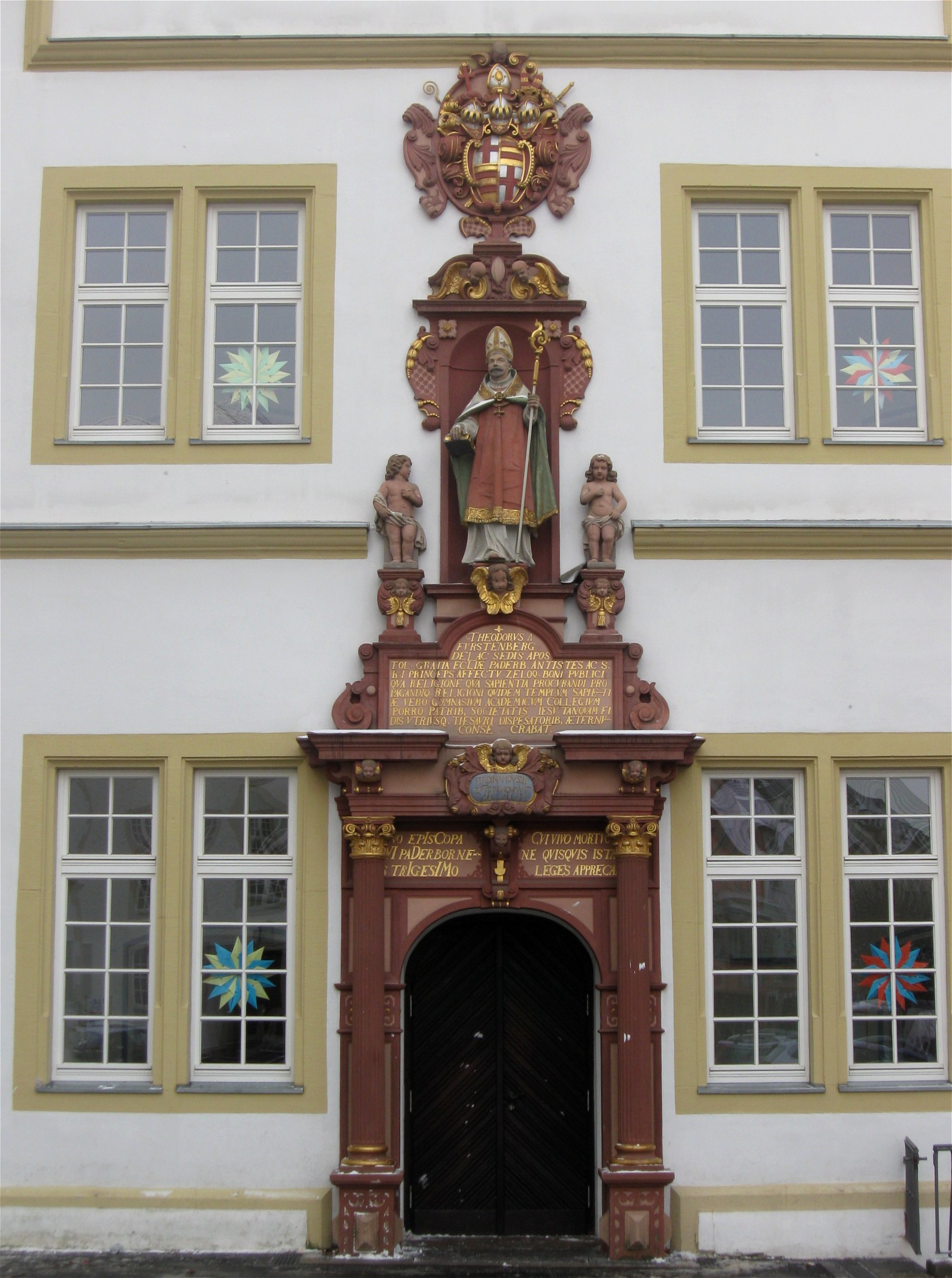

## Fordítás
- Ez a szócikk részben vagy egészben  a   Paderborn című német Wikipédia-szócikk fordításán alapul.  Az eredeti cikk szerkesztőit annak laptörténete sorolja fel. Ez a jelzés csupán a megfogalmazás eredetét és a szerzői jogokat jelzi, nem szolgál a cikkben szereplő információk forrásmegjelöléseként.